# Steiroxys strepens
Steiroxys strepens är en insektsart som beskrevs av Fulton 1930. Steiroxys strepens ingår i släktet Steiroxys och familjen vårtbitare. Inga underarter finns listade i Catalogue of Life.